# Plymouth Turismo
Der Plymouth Turismo war ein von 1982 bis 1987 vom US-amerikanischen Automobilhersteller Plymouth hergestelltes Sportcoupé mit Frontantrieb, das vom Plymouth Horizon abgeleitet war. 

## Übersicht
Bis 1982 wurde der Turismo unter der Bezeichnung Plymouth TC3 angeboten und zum Modelljahr 1983 in Turismo umbenannt. Zugleich entfiel die Sparversion Miser. Im Programm standen somit der Basis-Turismo mit 1,7 l-Reihenvierzylinder von Volkswagen (63 PS, Anfang 1983 durch einen 1,6 l-Vierzylinder von Peugeot mit 64 PS ersetzt) oder, gegen Mehrpreis, dem 2,2 l-Vierzylinder (95 PS) und der Turismo 2.2, in dem der große Vierzylinder auf 101 PS leistungsgesteigert war. 

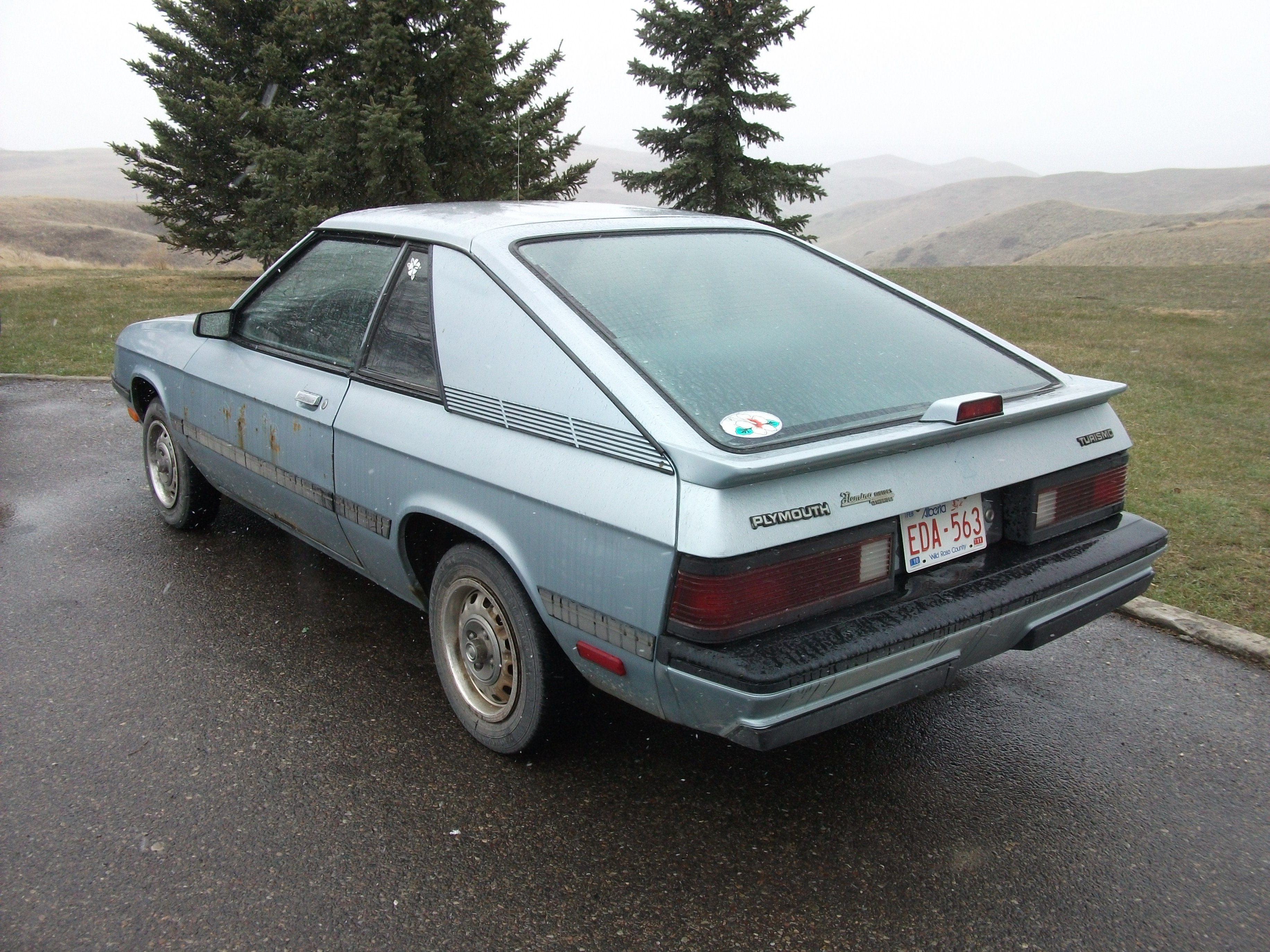
Heckansicht

Im Modelljahr 1984 erhielt der Turismo ein Facelift mit Doppelscheinwerfern, geänderter Motorhaube und breiterer C-Säule. Die Motoren gewannen etwas an Leistung; der 1,6-Liter kam auf 65 PS, der 2,2 in Normalversion auf 97 und im Turismo 2.2 auf 102 PS. Gleichzeitig stieg die Fahrzeuglänge von 4387 mm auf 4440 mm.
1985 stieg die Leistung des Turismo 2.2 auf 112 PS und das Werk spendierte dem stärksten Turismo darüber hinaus Frontspoiler und Schwellerschürzen. Für das Basismodell gab es 1985 und 1986 ein Duster-Paket mit Heckspoiler, Zierstreifen, speziellen Sitzbezügen und Sportstahlfelgen in der Größe 13 Zoll. 
Im Modelljahr 1987 entfielen der Peugeot-Vierzylinder und das Modell Turismo 2.2. 
Bis zur Einstellung der Produktion im Sommer 1987 wurden insgesamt 204.000 Exemplare des Turismo gebaut.